# Love 'Em and Feed 'Em
Pour plus de détails, voir Fiche technique et Distribution.
Love 'Em and Feed 'Em est un film américain réalisé par Clyde Bruckman, sorti en 1927.

## Fiche technique
- Titre : Love 'Em and Feed 'Em
- Réalisation : Clyde Bruckman
- Scénario : H. M. Walker
- Photographie : George Stevens
- Montage : Richard C. Currier
- Production : Hal Roach
- Pays d'origine : États-Unis
- Format : Noir et blanc - 1,33:1 - Film muet
- Genre : comédie
- Date de sortie : 1927

## Distribution
- Max Davidson : « Cherokee » Cohen
- Oliver Hardy : « Happy » Hopey
- Viola Richard : Viola
- Martha Sleeper : Martha